# Nostra Signora di Cabu Abbas

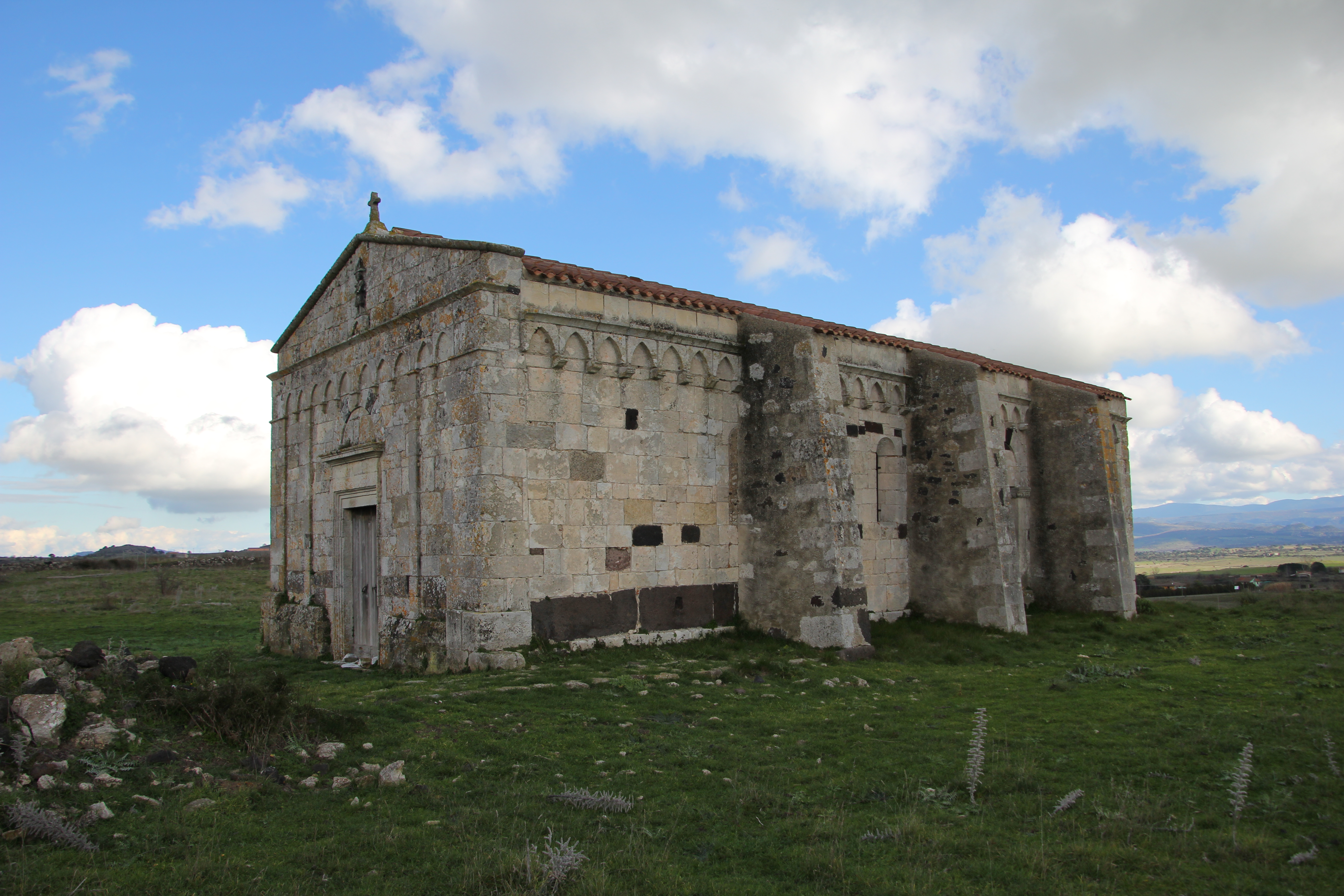
Nostra Signora di Cabu Abbas

Die Kirche Nostra Signora di Cabu Abbas (sardisch Unsere Frau der Quelle) befindet sich etwa 500 m westlich der Nuraghe Santu Antine in der Metropolitanstadt Sassari auf Sardinien. Die im 12./13. Jahrhundert erbaute einschiffige Kirche stand im Zentrum eines mittlerweile verschwundenen Dorfes. Eine gleichnamige Kirche liegt bei Olbia.
Das im romanisch-pisanischen Stil errichtete Bauwerk besteht außen aus weißen, mit schwarzem Trachyt durchsetzten Kalksteinquadern und innen aus Trachyt. Sie hat eine nach Südosten gerichtete Apsis. Ein Apsisabteil entlang der Nordseite, ein einziges Kreuzgewölbe, wird von Spitzbögen und einem Portal mit Bogen getragen. An der Außenfassade befindet sich eine schwer zu interpretierende anthropomorphe Skulptur. Sie soll eine heidnische Gottheit darstellen. Die Kirche wurde 1971 restauriert.

## Siehe auch

Nostra Signora di Cabu Abbas
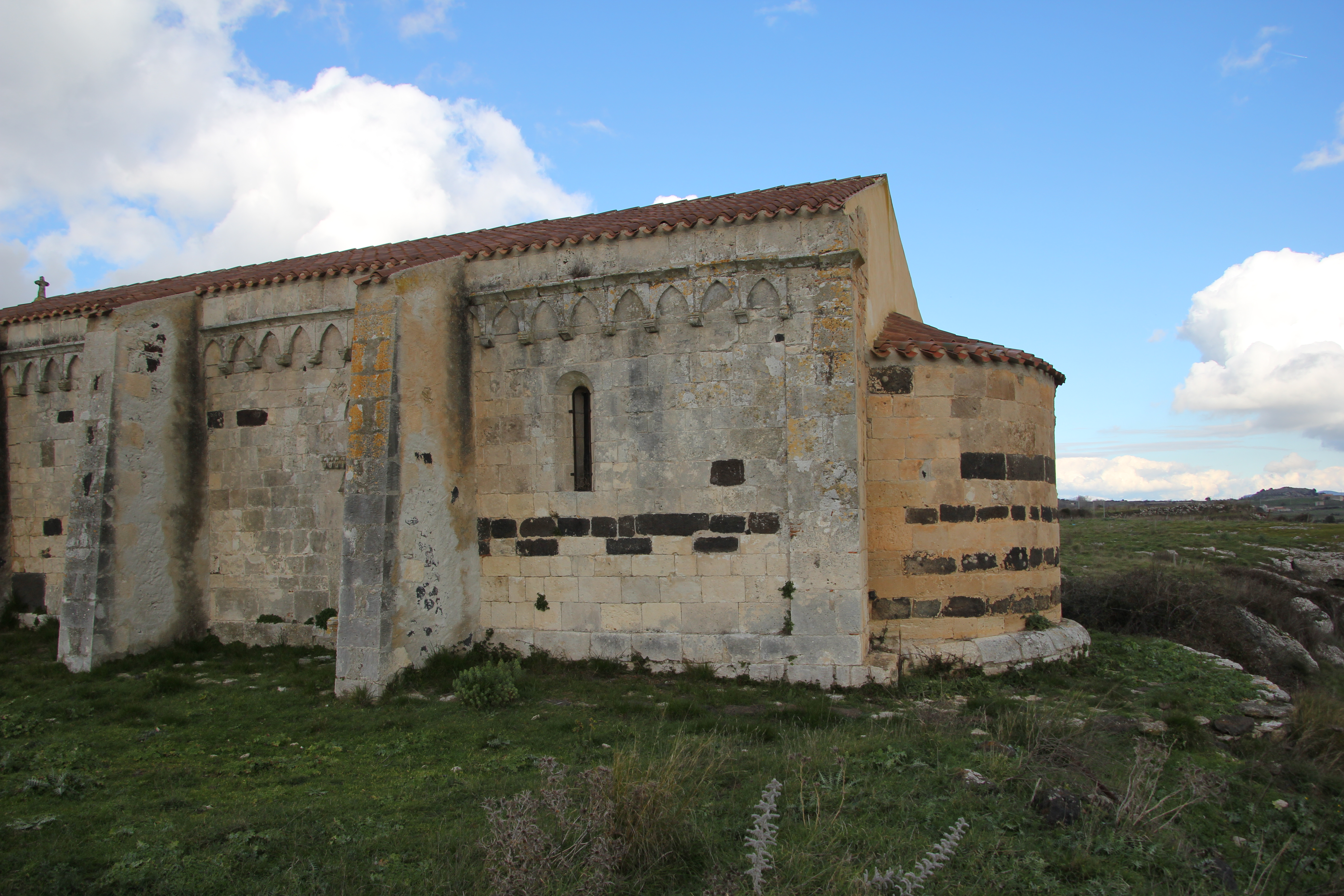
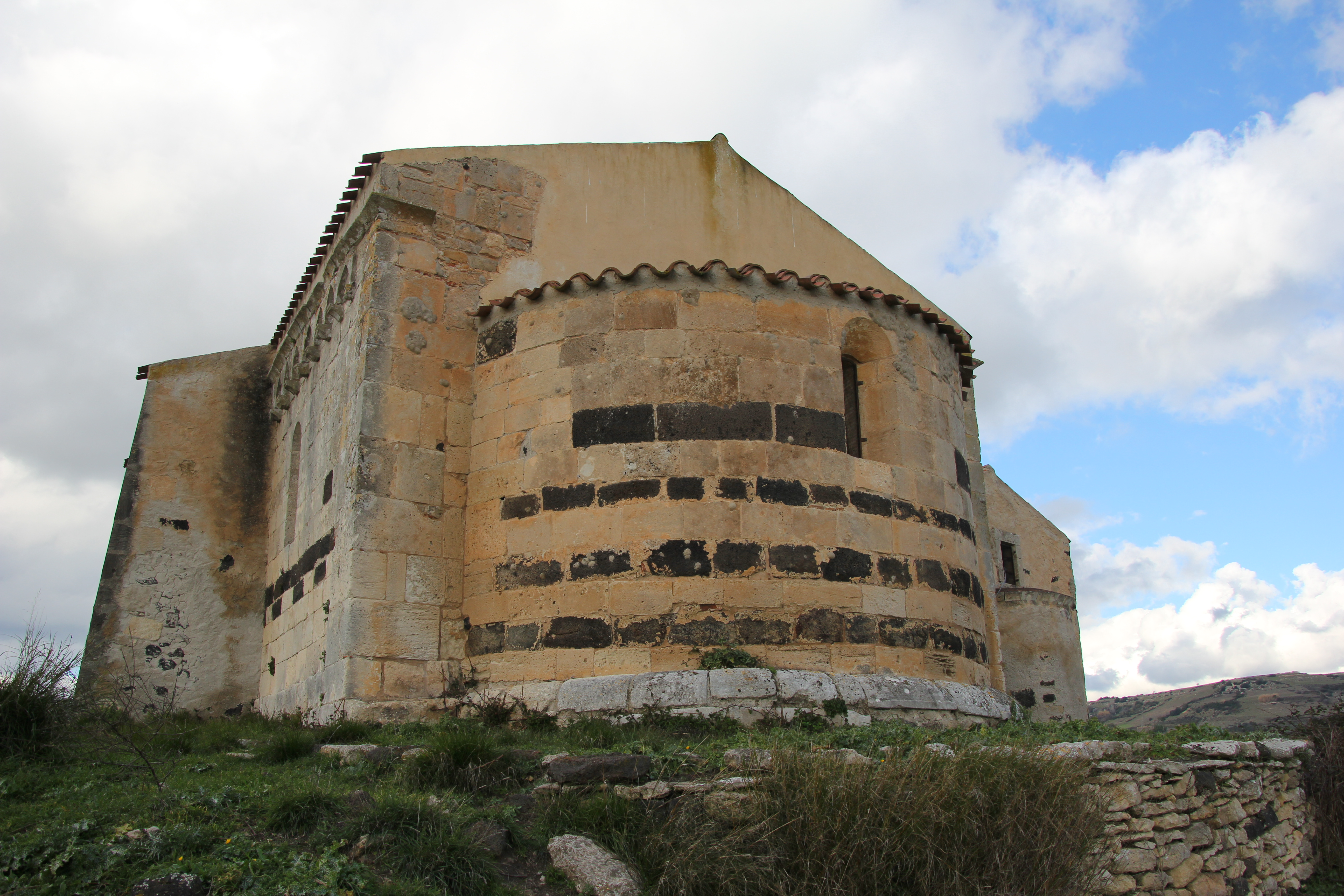
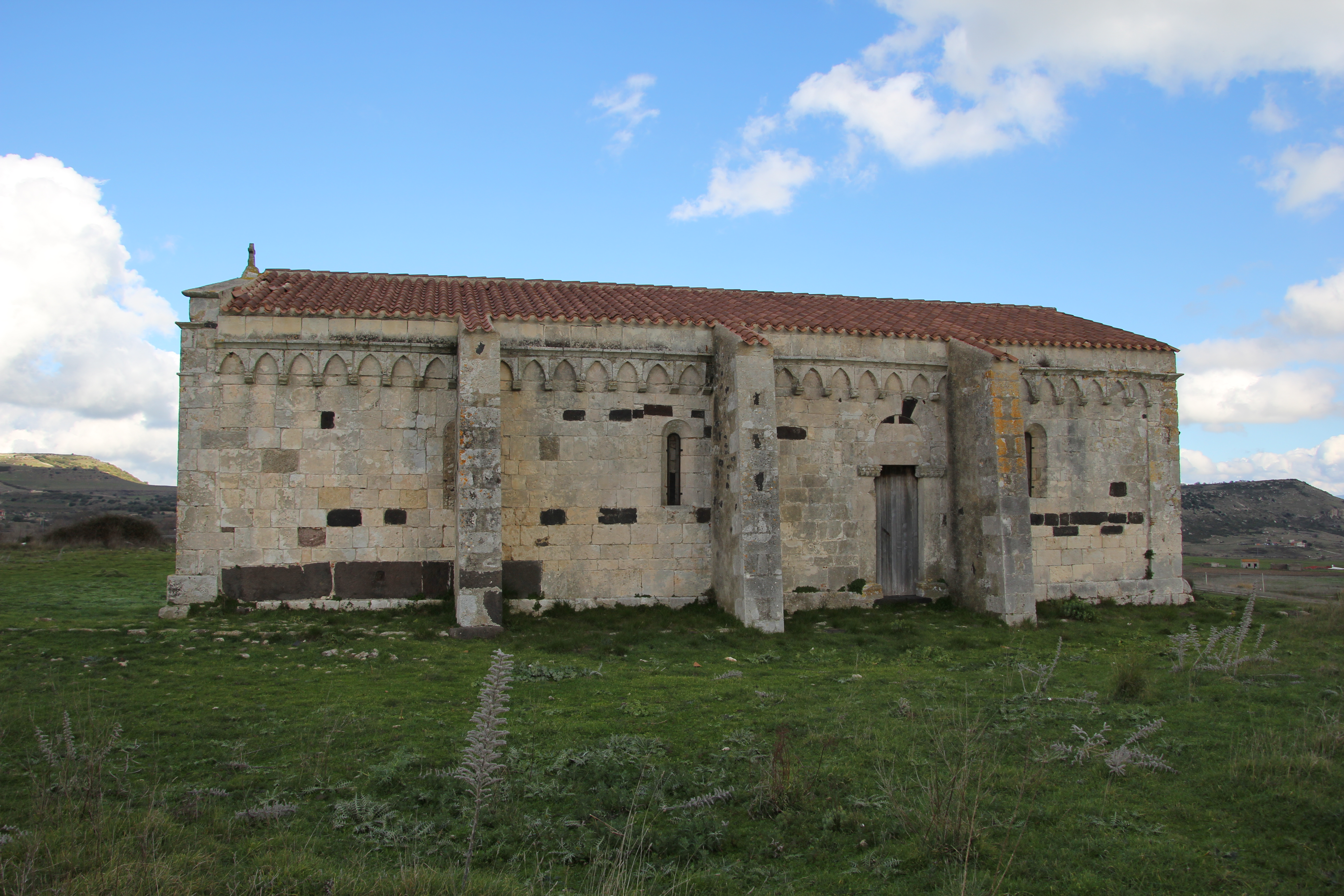
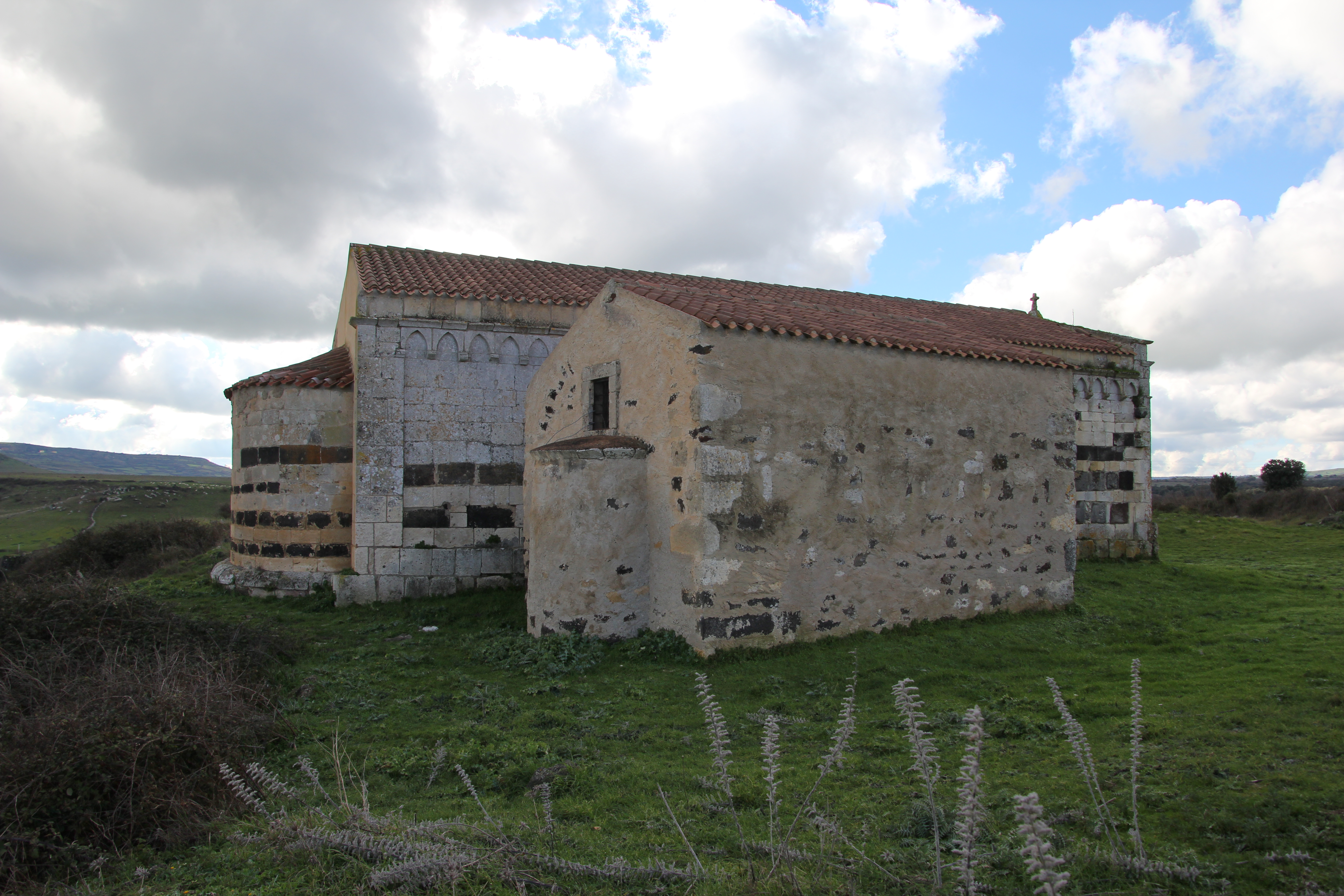